# Guldasta

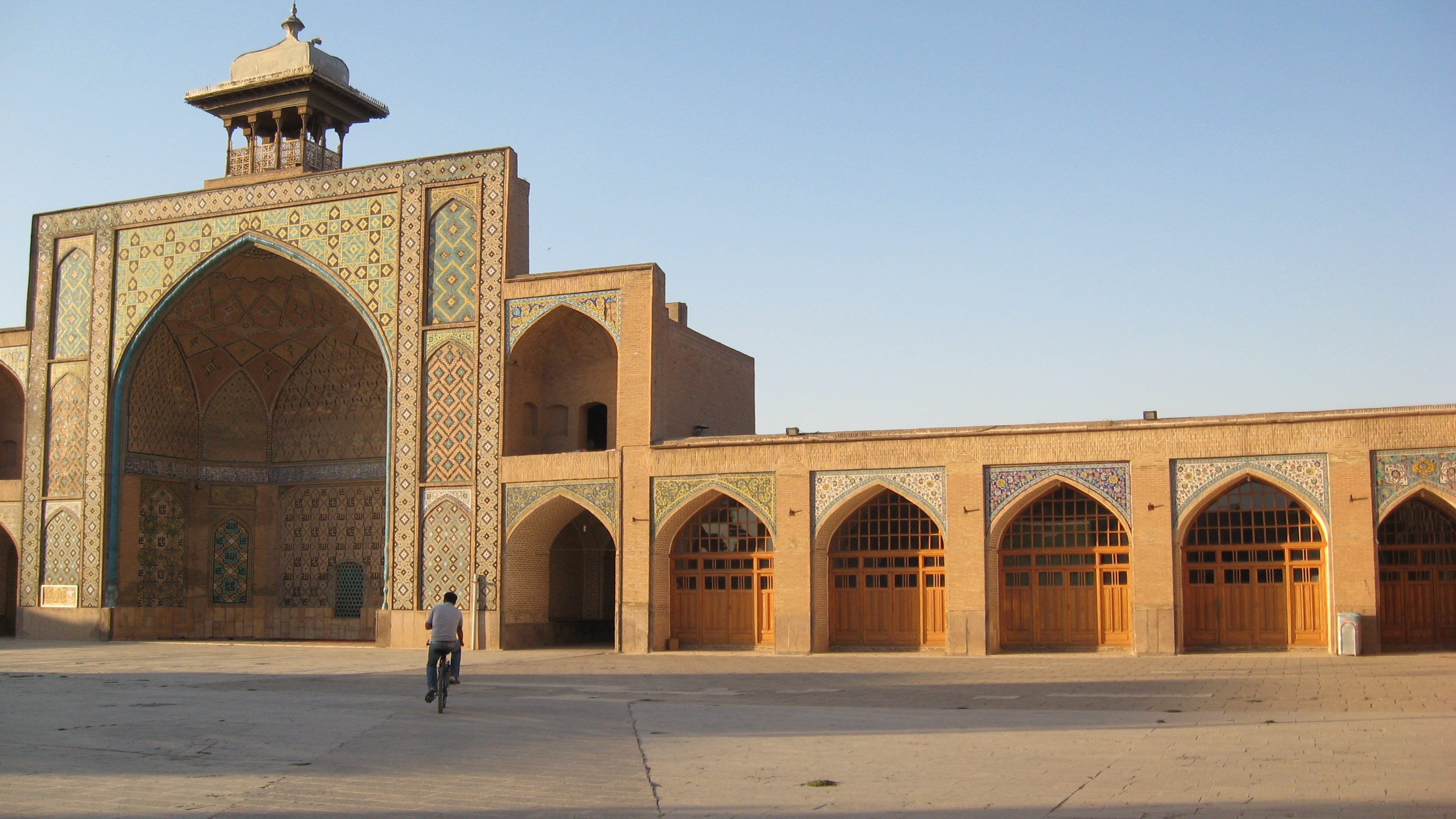
Guldasta auf dem Nordiwan der Nabi-Moschee in Qazvin, Iran

Guldasta (selten Goldasta, persisch und Urdu, „Blumenstrauß“) ist ein kleiner Dachaufbau an Moscheen, der in der persischen Architektur etwa vom 17. Jahrhundert bis zum 19. Jahrhundert vorkam. In Iran diente während der Herrschaft der Kadscharen ein meist quadratischer Pavillon aus Holz auf einem der Iwane dem Muezzin anstelle des Minaretts als Platz für den Gebetsruf (adhān).
In der älteren indo-islamischen Architektur ist der Guldasta auf den Dächern indischer Moscheen etwa seit der Zeit des Bahmani-Sultanats und im Mogulreich ein gemauertes, spitz zulaufendes Schmucktürmchen, häufig in der miniaturisierten Gestalt eines Minaretts oder eines Pavillons mit dem oberen Abschluss einer kugelförmigen Lotosknospe.

## Begriff
Das Wort guldasta setzt sich aus persisch gul, „Blume“ (phul, Hindi phulan) und dasta zusammen. Dasta wird mit „Gruppe“, „Bündel“, „Strauß“, übersetzt, bezeichnet also eine kleine Menge: daste, eine „Handvoll“, von dast, „Hand“. „Blumenstrauß“ bezieht sich in Iran nicht auf eine bestimmte Form des Architekturdetails, sondern einzig auf seinen Schmuckwert an einer weithin sichtbaren Stelle. Es kann auch ein Minarett, der Balkon an diesem oder das kleinere Schmuckminarett an der Ecke eines religiösen Bauwerks gemeint sein. Eine funktionelle Bezeichnung in Iran für den Dachpavillon ist miʾdhana oder ma’zana, „Ort des Gebetsrufes“, womit ansonsten das Minarett gemeint ist.
Im Unterschied dazu wird in Indien mit guldasta ein Dachtürmchen bezeichnet, dessen Gestalt tatsächlich an eine Knospe, Blüte oder an einen Blumenstrauß erinnert. Guldastas haben hier eine symbolische Bedeutung, die auf eine alte indische Formensprache zurückgeht. Die Form der kadscharischen Guldastas ist nicht mit den indo-islamischen Guldastas zu vergleichen, sondern mit den indischen Chhatris, Miniatur-Kuppelpavillons auf Dächern.

## Iran
Unter der ab 1779 regierenden Dynastie der Kadscharen war die iranische Baukunst am Endpunkt einer stetig unflexibler gewordenen Tradition angekommen, die anstelle der früheren Formenvielfalt nur noch einen Typus von Moschee gestattete. Dies ist die Hofmoschee, bei der ein Innenhof (arabisch ṣaḥn) an allen Seiten von Arkaden (riwāq) umgeben ist. Zwei oder vier halboffene Iwane in den Arkaden heben die Seitenmitten hervor und markieren die Hauptachsen des streng symmetrischen Grundplans. Den Eingang zur Straße bildet ein hohes Portal (pischtaq). Die architektonischen Charakteristika der Kadscharenzeit lagen neben einem Rückgriff auf vorislamische Bildwerke auf der Gestaltung der Fassaden, besonders der Hauptfassade mit bunten Kacheln im Kontrast zu den unverputzten Ziegelwänden.
Der Guldasta auf dem Dach des Iwan steht im Zusammenhang mit der Entwicklung dieser für persische Großbauten zentralen Architekturform. Während die Iwane in parthischer und sassanidischer Zeit innerhalb der Wandfläche lagen, begann in frühislamischer Zeit eine Entwicklung zu immer höheren, allmählich weit über die umgebenden Gebäudeteile hinausragenden Iwanen, die in der zentralasiatischen Hauptstadt der Timuriden, in Samarqand, im 15. und 16. Jahrhundert ihren prachtvollste Steigerung fanden. Der 1424/25 datierte Iwan der Freitagsmoschee von Semnan überragte mit seinen 21 Metern Höhe die Moschee und die gesamte Innenstadt. Die Kadscharen waren bestrebt, mit dieser Tradition eines frei aufragenden Iwan zu brechen, nicht, indem sie ihn niedriger konstruierten, sondern indem sie versuchten, durch seitliche, zwischenhohe Anbauten den Iwan formal besser an die Arkaden anzubinden. Hierzu gab es unterschiedliche gestalterische Lösungen.
Um zugleich die Hauptfassade zu betonen, errichtete man in manchen Fällen weiterhin wie in früheren Jahrhunderten hohe Minarette, experimentiert wurde jedoch überwiegend mit anderen Möglichkeiten. So ragen an den Ecken der Nordfassade der Masjid-i Aqa Buzurg von Kaschan anstelle der Minarette Windtürme (bādgir) in den Himmel. Die Minarette hatten unter den Safawiden eine Säkularisierung mitgemacht. Mit der Anzahl Minarette an einer Moschee nahm deren religiöse Bedeutung ab und erhöhte sich der majestätische Glanz des Bauwerkes. Der Muezzin rief nicht mehr von einem Minarett zum Gebet. Seit ein Engländer namens Feste im Auftrag von Schah Abbas I. einen Uhrturm über dem Eingang des Bazars von Isfahan installiert hatte, wie der Zeitzeuge Adam Olearius 1637 berichtete, begann die zunächst zögerliche Übernahme dieses fremden Bautyps. Wo die Kadscharen nicht einen Guldasta zentral über dem Hauptiwan einer Moschee aufstellten, konnte auch ein Uhrturm errichtet werden, beispielsweise auf dem Nordiwan der Masjid-i Sayyid in Isfahan. Manche Guldastas wurden später durch Uhrtürme ersetzt.
Bei den Vier-Iwan-Moscheen und bei den nach diesem Grundplan errichteten Madrasas befand sich der Guldasta auf dem Dach des Hauptportals an der Nordseite. Hier war er auch von außen sichtbar. Bei anderen Hofmoscheen kann der Guldasta auch auf dem gegenüberliegenden Südiwan, der die Qibla-Wand bildet, oder auf einem seitlichen Nebenportal gestanden sein. Nach alten Abbildungen und Beschreibungen ist die Form einiger Guldastas bekannt. Demnach bestand der Pavillon aus einer meist quadratischen, seltener oktogonalen offenen Holzkonstruktion, die von einer auskragenden Flachdecke abgeschlossen wurde, in deren Mitte ein kleineres Pyramidendach aufragte. Die Holzpfosten waren mit Kapitellen verziert und durch eine umlaufende Brüstung verbunden. Einen oktogonalen Guldasta besaß etwa die Schah-Moschee von Borudscherd aus der Mitte des 19. Jahrhunderts.

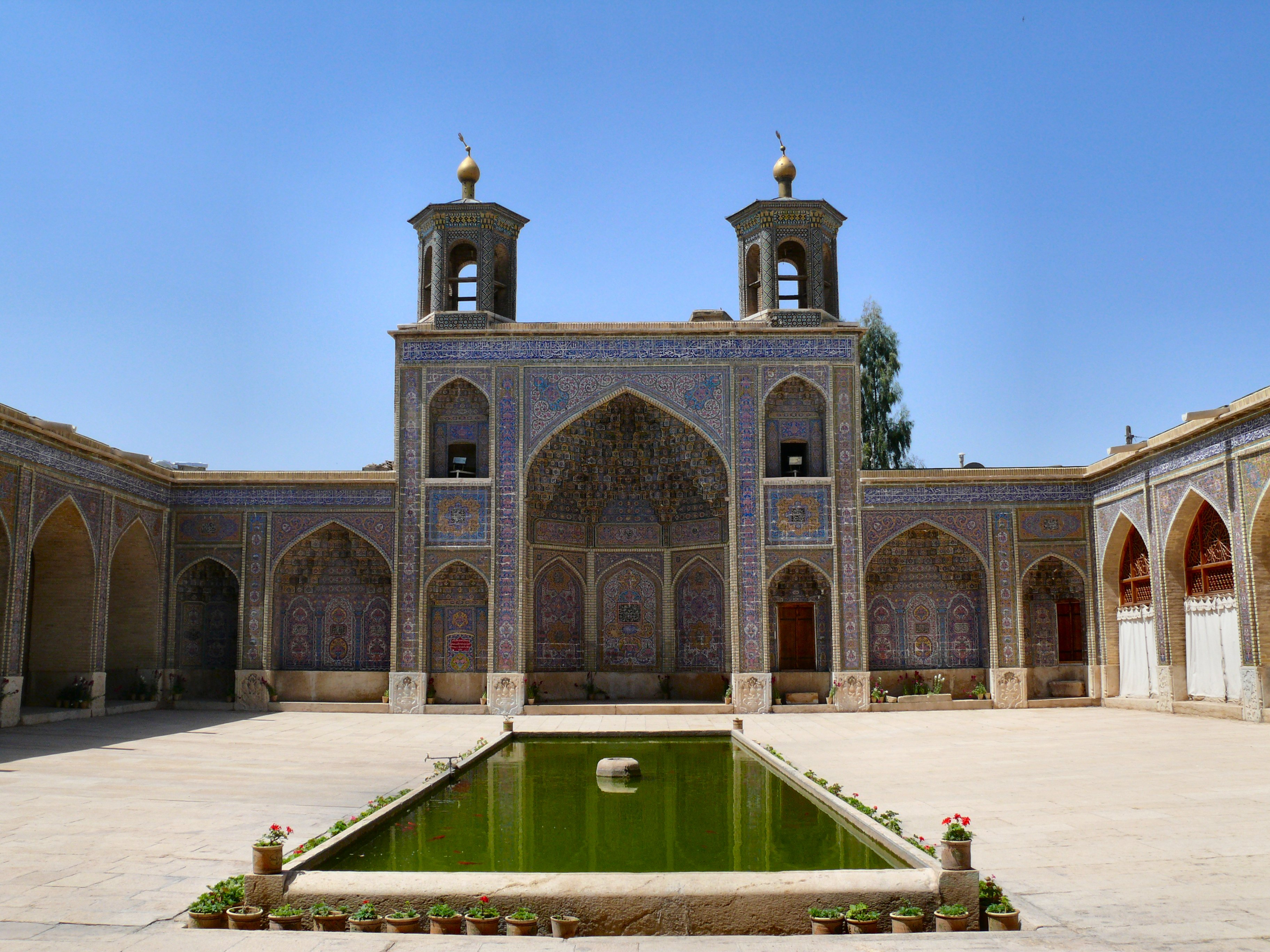
Dem indischen Mogulstil nachempfundene Pavillons auf dem Westiwan der Nasir al-Mulk-Moschee von 1888 in Schiras

Wann der Guldasta eingeführt wurde, ist unbekannt. Der Pavillon kommt überwiegend auf Moscheen seit dem 17. Jahrhundert, also bereits seit der Herrschaft der Safawiden vor, er könnte folglich in jenem Jahrhundert entwickelt worden sein. Bei vereinzelten älteren Moscheen mit Guldasta stammt dieser vermutlich aus einer späteren Zeit. Die weite Verbreitung des Guldasta im Iran als Ort für den Gebetsruf begann in der frühen Kadscharenzeit, als Moscheen und Madrasas nur vereinzelt mit Minaretten ausgestattet wurden, jedoch häufiger an Palästen als Hoheitszeichen vorkamen. Der Guldasta ersetzte an der Moschee das Minarett und fehlte in frühkadscharischer Zeit in der Regel nur dort, wo es ein Minarett gab. Den ältesten Nachweis für einen Guldasta lieferte der französische Reisende Jean Chardin (1643–1713). In seiner 1686 erstmals erschienenen Reisebeschreibung Voyages en Perse et aux Indes orientales zeigt eine Abbildung den Westiwan der Schah-Moschee in Isfahan von 1616 mit einem Guldasta. Der Guldasta kam irgendwann zwischen der Fertigstellung der Moschee und Chardins Besuch dorthin. Auf der Abbildung besitzt der Pavillon noch ein flaches Dach, zu einer späteren Zeit erhielt dieser Pavillontyp den für die frühkadscharische Zeit typischen Pyramidenaufbau.
Warum der Guldasta anstelle des Minaretts eingeführt wurde, ist ebenfalls spekulativ. Jonathan Bloom stellt einen Zusammenhang mit der Anzahl der Minarette her, die unter den Safawiden zurückging und erst in spätkadscharischer Zeit wieder zunahm. Demnach hätten die Safawiden, die den schiitischen Islam zur Staatsreligion erhoben, die Ansicht vertreten, der Muezzin dürfe nicht höher als von einem Dach die Gläubigen zum Gebet rufen. Dass diese Doktrin existierte und breit umgesetzt wurde, lässt sich jedoch nicht nachweisen, denn auch unter den Safawiden wurden Minarette an Moscheen errichtet. Möglicherweise stellt die Verwendung von Holz, eines vergänglichen Materials, an exponierter Stelle auf einer Moschee eine Rücksichtnahme gegenüber den religiösen Vorstellungen dar. Aus Stein oder Ziegel wurden Guldastas in Iran nie gebaut. Der Guldasta trug jedenfalls dazu bei – ebenso wie in stärkerem Maß später der gemauerte Uhrturm an seiner Stelle, die zentrale Achse der Gesamtanlage zu betonen. Im Fall der Masjid-i Sayyid von Isfahan standen sich ein niedriger Uhrturm auf dem Nordiwan und ein Guldasta auf dem Südiwan gegenüber.
Die große Moschee von Sousse (Tunesien) wurde 850/51 unter den Aghlabiden errichtet und 897 erweitert. Es ist eine Hofmoschee mit umlaufenden Arkaden. Aus der ersten Hälfte des 11. Jahrhunderts stammt ein kleiner oktogonaler Pavillon mit einem Kuppeldach auf dem nördlichen Eckturm der Moschee. Hierzu schreibt der Richter Abū ʿAlī al-Ḥasan ibn Naṣr as-Sūsī, der 952/53 starb, in seinen Lebenserinnerungen, er sei unter dieser Kuppel (qubba) gesessen, um das Geschehen beim Jahresmarkt zu beobachtet und habe von hier zum Gebet gerufen.

## Mogulindischer Einfluss auf Iran

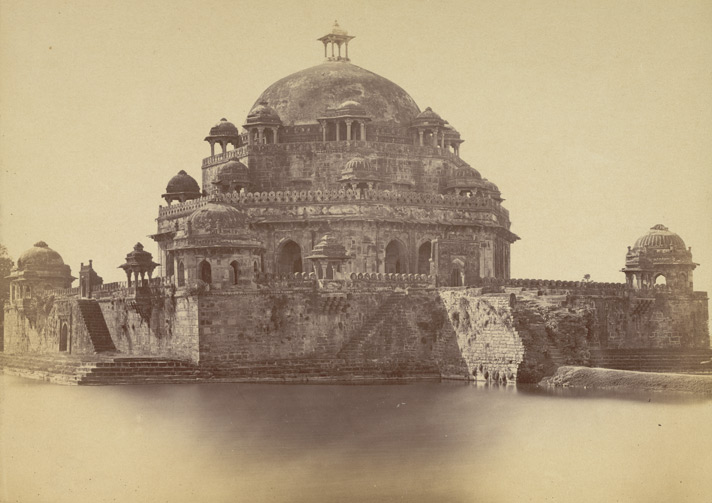
Grabbau von Sher Khan Suri in Sasaram, Bihar, fertiggestellt 1545. Fotografie von 1870

Nordindien hat eine Tradition von steinernen Türmchen und Miniaturpavillons auf Dächern, die sich bis zu mittelalterlichen Hindutempeln zurückführen lassen, bei denen die äußere Form des Dachturms (shikhara) über dem Heiligtum durch stockwerkartige Reihen von Miniaturtürmchen (urushringa) zergliedert wird. Hinduistische und buddhistische Bauformen, etwa die kuppelbekrönenden amalakas gingen auf islamische Bauwerke über. Das Mausoleum des Sher Khan Suri, eines paschtunischen Herrschers, der 1540 bis 1545 in Nordindien regierte, ist ein oktogonaler Kuppelbau, der auf drei Stockwerken von überkuppelten Pavillons umgeben ist und an seiner Spitze auf einem Foto von 1870 von einem quadratischen Pavillon mit einem geschwungenen Pyramidendach bekrönt wird. Der Pavillon auf der Kuppel des islamischen Bauwerkes ist heute durch eine Spitze ersetzt, die einem amalaka der buddhistisch-hinduistischen Baukunst entspricht. In der indo-islamischen Architektur heißen diese Miniaturpavillons mit Kuppeln auf vier, gelegentlich acht Steinsäulen Chhatris.

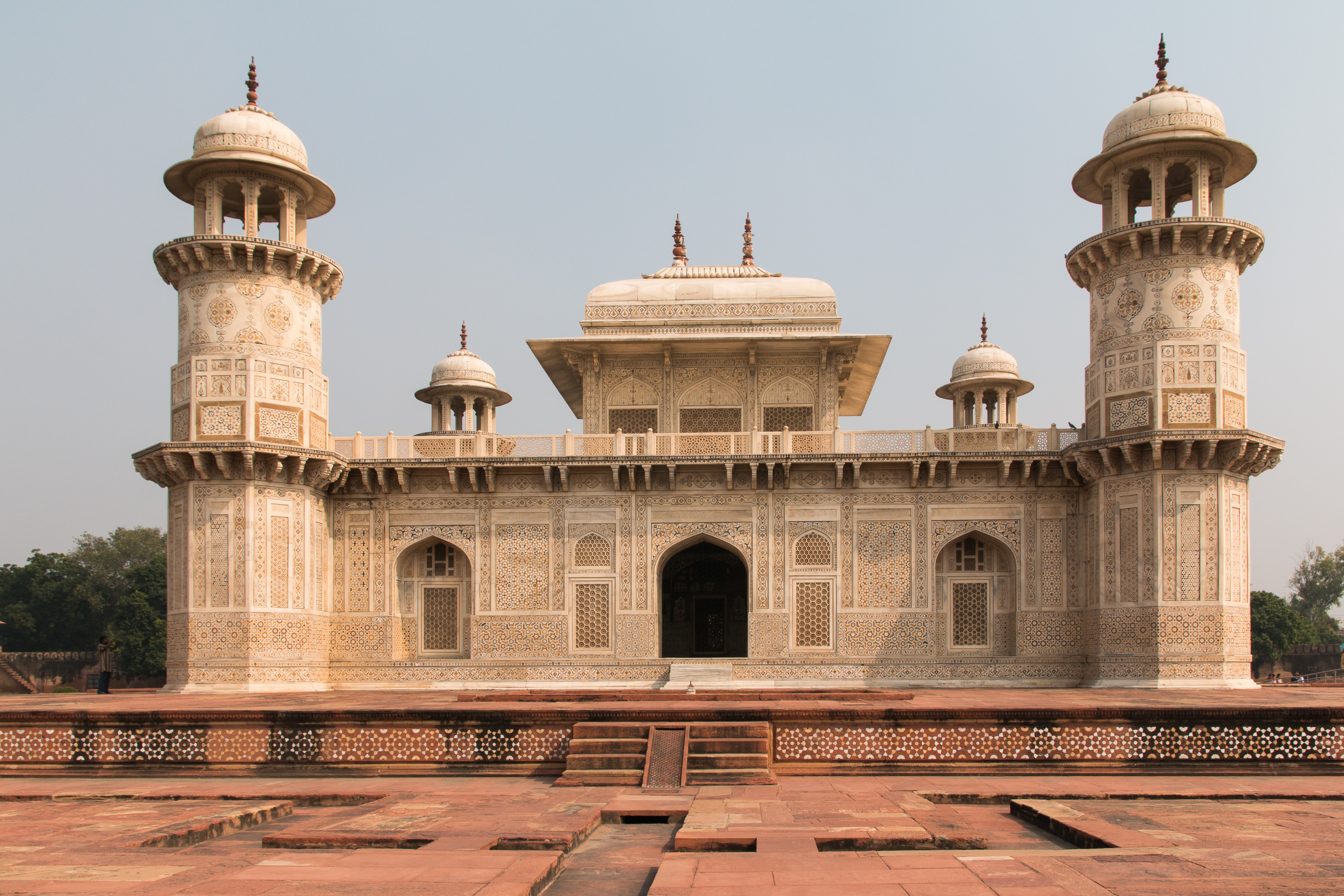
Itimad-ud-Daula-Mausoleum in Agra

In Indien gehören die Chhatris zum Stil der indo-islamischen Architektur der Moguln. Als Schmuckelemente an den Dachecken ersetzen sie in ihrer gestalterischen Wirkung Minarette. Auffallend ist die Ähnlichkeit in Form und Anordnung der mogul-indischen Chhattris mit den paarweise auf beiden Seiten des Iwans aufgestellten Pavillons bei einigen iranischen Moscheen, etwa auf dem nördlichen Iwan der Masjid-i Muschir in Schiras (Moschir-Moschee, 1858 fertiggestellt) und der Masjid Nasir al-Mulk in Schiras (Bauzeit 1876 bis 1888). Bei der unter Amanullah Khan, der von 1800 bis 1820 über die Kurdestan-Provinz herrschte, errichteten Freitagsmoschee in Sanandadsch stehen zwei minarett-ähnliche Türme, die von einem Pavillon mit geschwungenem Kuppeldach bekrönt werden, auf dem Iwan. Der Guldasta auf dem Nordiwan der Nabi-Moschee (Masdschid-e Schah, kurz nach 1800 vollendet) in Qazvin entspricht bis ins Detail den Chhatris auf dem Itimad-ud-Daula-Mausoleum in Agra, das zwischen 1622 und 1628, also knapp 200 Jahre früher errichtet wurde.

## Indien

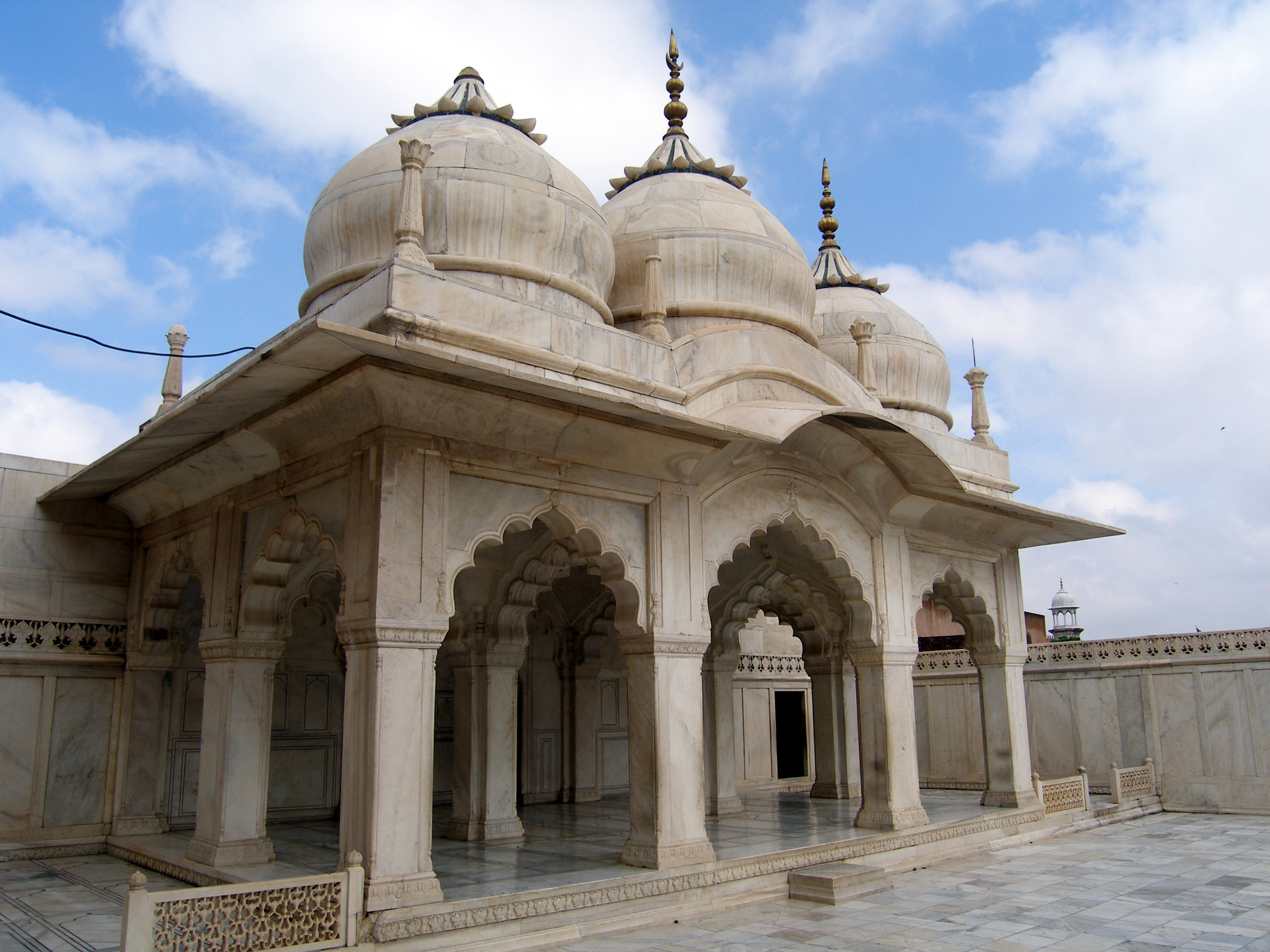
Nagina Masjid in Agra aus der Zeit Shah Jahans mit Guldastas, die wie Kerzenhalter aussehen.

Der hölzerne Dachpavillon Guldasta in Iran steht mit dem steinernen Chhatri in Indien in Verbindung. Der Guldasta in der indo-islamischen Architektur in Indien und Pakistan ist dagegen ein schmückender Dachaufbau aus Stein in Gestalt eines minarettartigen Türmchens oder eines schlanken Pavillons mit einer aufgesetzten Kugel, die wie eine Knospe aus einem Blätterkranz herauswächst und eine symbolische Bedeutung besitzt. Das wohl bekannteste Beispiel für indische Guldastas sind die eleganten runden Marmortürmchen, die an den Ecken des Taj Mahal das Dach überragen. Das unter Shah Jahan 1648 fertiggestellte Mausoleum stellt die vollendetste Verbindung zwischen indischer und islamischer Baukunst dar. Anders als der schwer wirkende Amalaka-Abschlussstein ist die Guldasta-Turmspitze, entstanden aus dem altindischen Motiv des Lotos, eine aufwärts strebende Blüte, die mit dem steinernen Krug (kalasha) in Beziehung steht. Der kalasha ist seit altindischer Zeit ein Symbol für Fruchtbarkeit, Wachstum und Wohlstand. In dieser Bedeutung kommt der kalasha nicht nur an Hindutempeln, sondern auch an muslimischen Bauwerken vor. Im Roten Fort von Agra steht der in den 1630er Jahren errichtete Palast Machchhi Bhawan. Das zentrale Element innerhalb einer zweigeschossigen Arkadenreihe ist ein aus der Fläche herausragender Baldachin aus weißem Marmor, unter dessen Dach Shah Jahan auf seinem Thron Platz nahm. Die Pflanzenornamente an den Säulen des Baldachin sollen den Herrscher als Erschaffer von Naturwachstum und Wohlbefinden darstellen. Symbolisch verstärkt wird dieser Anspruch durch kalashas unten an den vier Säulen des Baldachins, aus denen die Pflanzen und die Säulenschäfte herauswachsen. An den Dachecken der Nagina Masjid in Agra, die vermutlich auch in der Zeit Shah Jahans erbaut wurde, nehmen die Guldastas die Form von Kerzenhaltern an.
Ein frühes Beispiel für eine Dachdekoration mit Guldastas ist der Grabbau des Schaich Muhammad Maschaich (Shaykh Mashyakha) im Dorf Holkonda, 30 Kilometer von Kalaburagi entfernt. Das Mausoleum in der klassischen Architektur einer islamischen Qubba mit einem quadratischen Baukörper, dem eine Rundkuppel aufsitzt, gehört mit vier weiteren Kuppelbauten und einer Moschee innerhalb sowie zwei Kuppelbauten außerhalb einer ummauerten Anlage zur Dargah von Schaich Muhammad Maschaich. Die Qubba des religiös verehrten Namensgebers, der einem Sufi-Orden angehörte, wird aufgrund von Stilvergleichen in die Mitte oder in die zweite Hälfte des 14. Jahrhunderts datiert. Die Art des die Dachkante bildenden Zinnenkranzes ist für die Zeit des frühen Bahmani-Sultanats charakteristisch. An den Ecken überragen Guldastas mit einer halbrunden Kappe die Zinnen. Die erhaltenen Reste der Guldastas an den beiden später entstandenen Mausoleen außerhalb der Ummauerung sind aufwendiger gestaltet. Die Guldastas auf dem ins 15. Jahrhundert datierten Grabbau von Hair Khan, westlich neben dem Grab Schaich Muhammads, sind äußerst fein ornamentierte, zweiteilige Türmchen mit halbkugelförmigem Abschluss.

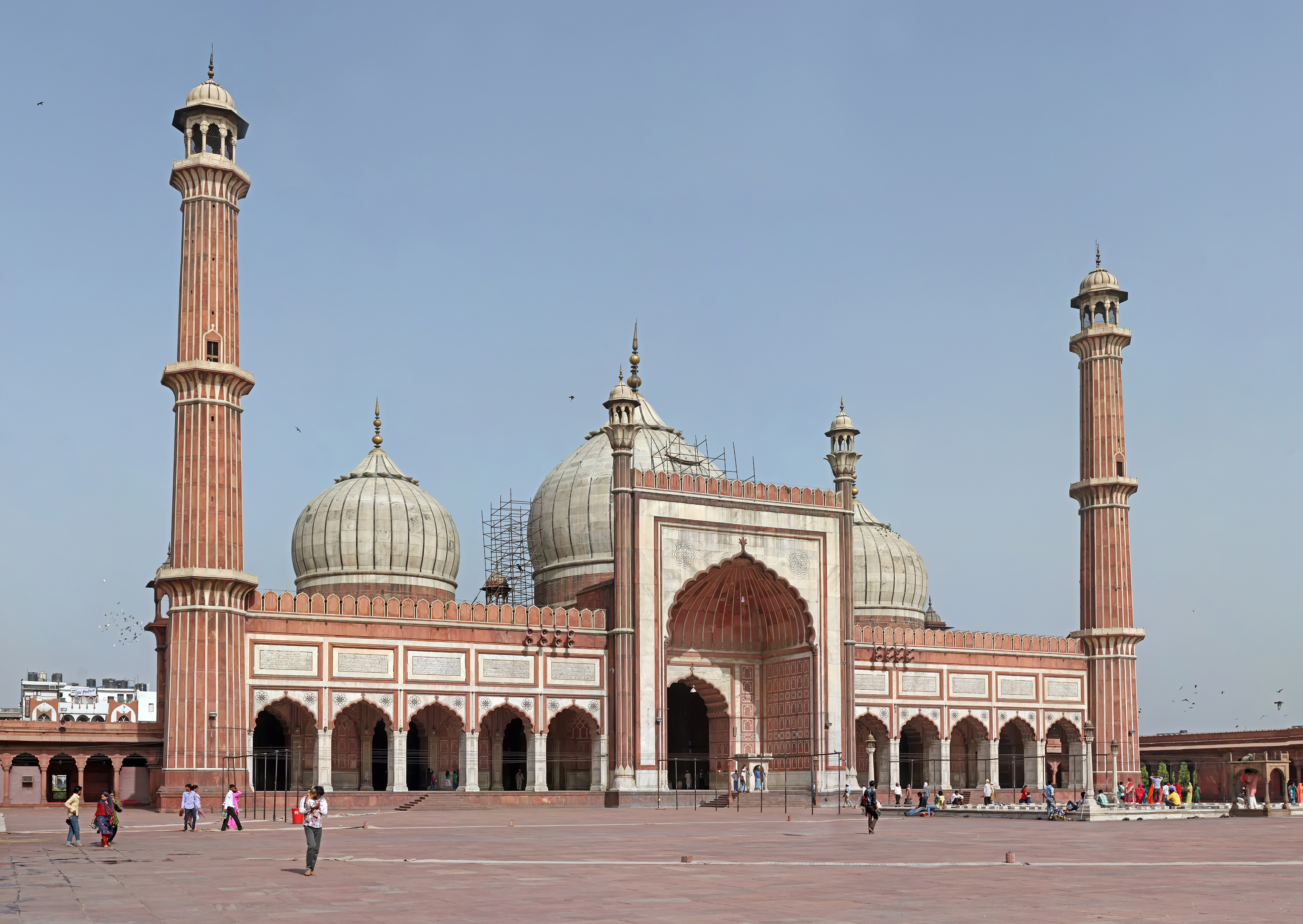
Jama Masjid, Delhi

Bei der 1586 in Bijapur von Ibrahim Adil Shah II. (reg. 1580–1627) zu Ehren seiner Gemahlin erbauten Malika-Jahan-Begum-Moschee schmücken die Dachkante des Kuppelbaus quadratische Miniaturpavillons mit Jali-Fenstern und mit über ihrem vorkragenden Dach einer weiteren Etage, die von einer kugelförmigen Lotosknospe abgeschlossen wird. An deren Ecken ragen kleine Türmchen mit denselben Lotosknospen im Miniaturformat auf. Diese Guldasta-Dachaufbauten sind eine Übernahme des Wasserpalastes Jal Mandir in Bijapur (der heute auf dem Trockenen steht). Guldastas sind ein charakteristisches Merkmal der Moscheen und Mausoleen des zentralindischen Sultanats Bijapur.
Ende des 12. oder Anfang des 13. Jahrhunderts wurde in Delhi der Qutb Minar als ein sichtbares Zeichen der muslimischen Herrschaft über die unterworfenen Hindu-Fürstentümer errichtet. Der Siegesturm markiert den Beginn des Sultanats von Delhi. Mehrere Türme entstanden in den folgenden Jahrhunderten als Nachahmungen des Qutb Minar. Ferner wurde das Motiv dieses Turms während der Tughluq-Dynastie (1320–1430) und der Lodi-Dynastie (1451–1526) in Delhi an zahlreichen Guldastas wiederaufgenommen; als Turmpaar auf den Ecken des Moschee-Iwans offensichtlich neben der ästhetischen Funktion mit der Absicht errichtet, an die ursprüngliche Bedeutung des Qutb Minar zu erinnern. Ebba Koch leitet die Guldastas unter anderem an der unter Schah Jahan 1637 fertiggestellten Audienzhalle (Diwan-i Am) im Roten Fort von Agra und am Portal der Moti Masjid im Roten Fort von Agra (1147–1653) formal vom Qutb Minar her.
Die Jama Masjid in Delhi wurde von 1650 bis 1656 ebenfalls in der Art des Qutb Minar unter Shah Jahan erbaut. Bei ihr bildet das Zentrum der Hauptfassade ein nach klassischem iranischem Vorbild weit die seitlichen Arkaden überragendes iwanartiges Portal (pischtaq), das an beiden Ecken von Rundtürmen überragt wird, die oben in Guldastas in Gestalt eines sich auffächernden Blumenstraßes auswachsen. Auf der Guldasta-Krone stehen – in der Addition aller genannten Formelemente – oktogonale Miniaturpavillons (chhatris) mit Kuppeldach. Eine solcherart kombinierte Turmspitze heißt guldasta chhatri.